# Hyoscyamus flaccidus
Hyoscyamus flaccidus är en potatisväxtart som beskrevs av John Wright. Hyoscyamus flaccidus ingår i släktet bolmörter, och familjen potatisväxter. Inga underarter finns listade i Catalogue of Life.